# Lunz am See

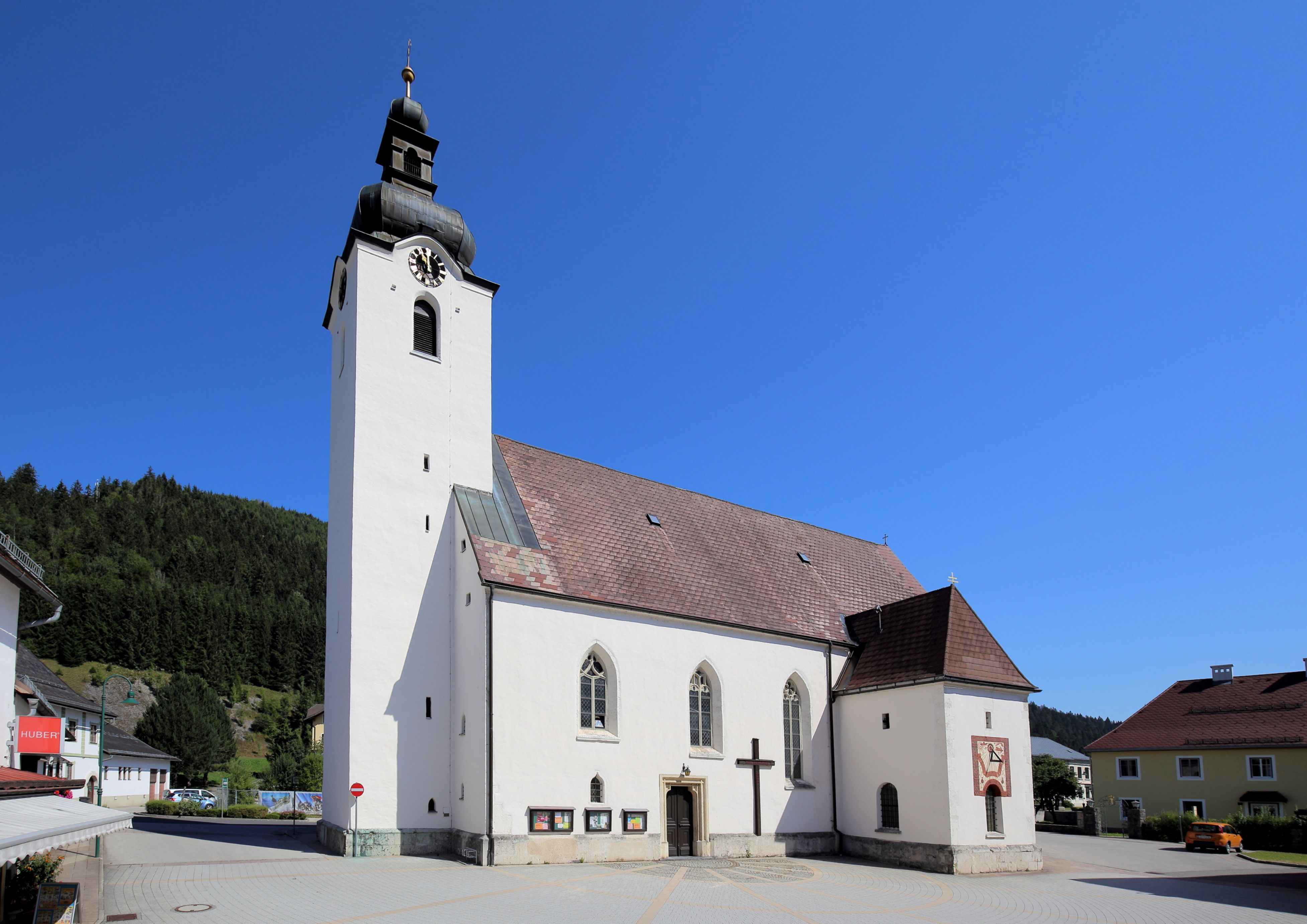
Farní kostel

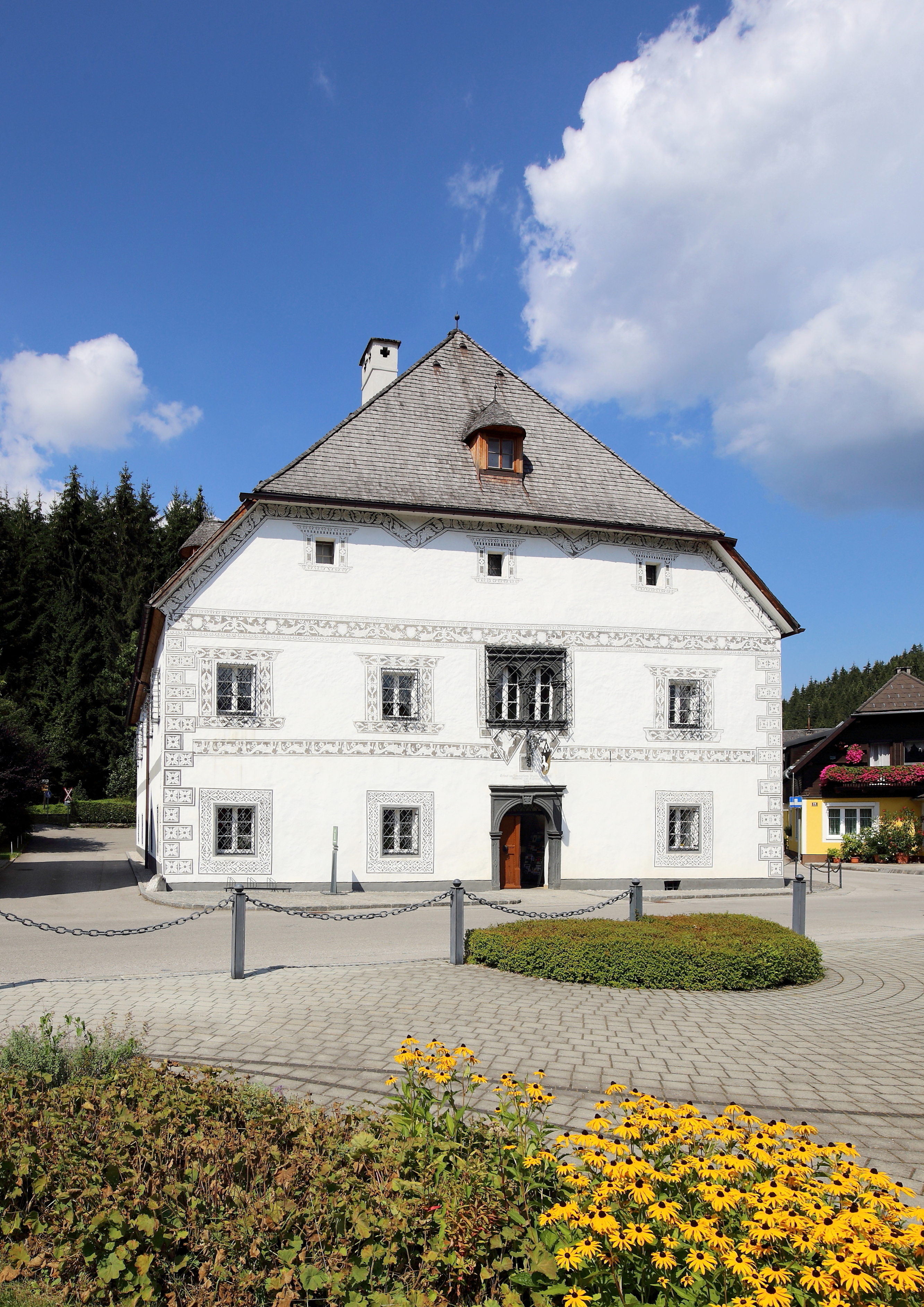
Amonhaus

Lunz am See je městys v okrese Scheibbs, ve spolkové zemi Dolní Rakousko v Rakousku. V lednu 2015 zde žilo celkem 1792 obyvatel.

## Poloha, popis
Městys leží v jihozápadní části okresu. Jeho rozloha je 101,66 km². Městysem protéká řeka Ybbs. Na území obce leží jezero Lunzer See a mrazová kotlina Grünloch, kde byl 19. února naměřen historický rakouský teplotní rekord -52,6 °C.

### Doprava
Okolo města prochází zemská silnice Erlauftaler Strasse B25 a také úzkorozchodná železniční trať Ybbstalbahn.

## Historie
Poprvé je městys zmíněn v roce 1203 jako Liunze in Montanis. Patřil klášteru v Gamingu a místní obyvatelé se zabývali především výrobou železa. V roce 1905 byla založena biologická stanice WasserCluster Lunz, zaměřená na výzkum v oboru limnologie. V Lunzu také sídlí včelařský výzkumný ústav. K památkám patří farní kostel Tří Králů, zmiňovaný již roku 1392, most Töpperbrücke s litinovými sochami svatých a renesanční zámek Amonhaus, v němž sídlí muzeum hamernictví.